# Classificazione di Dunham

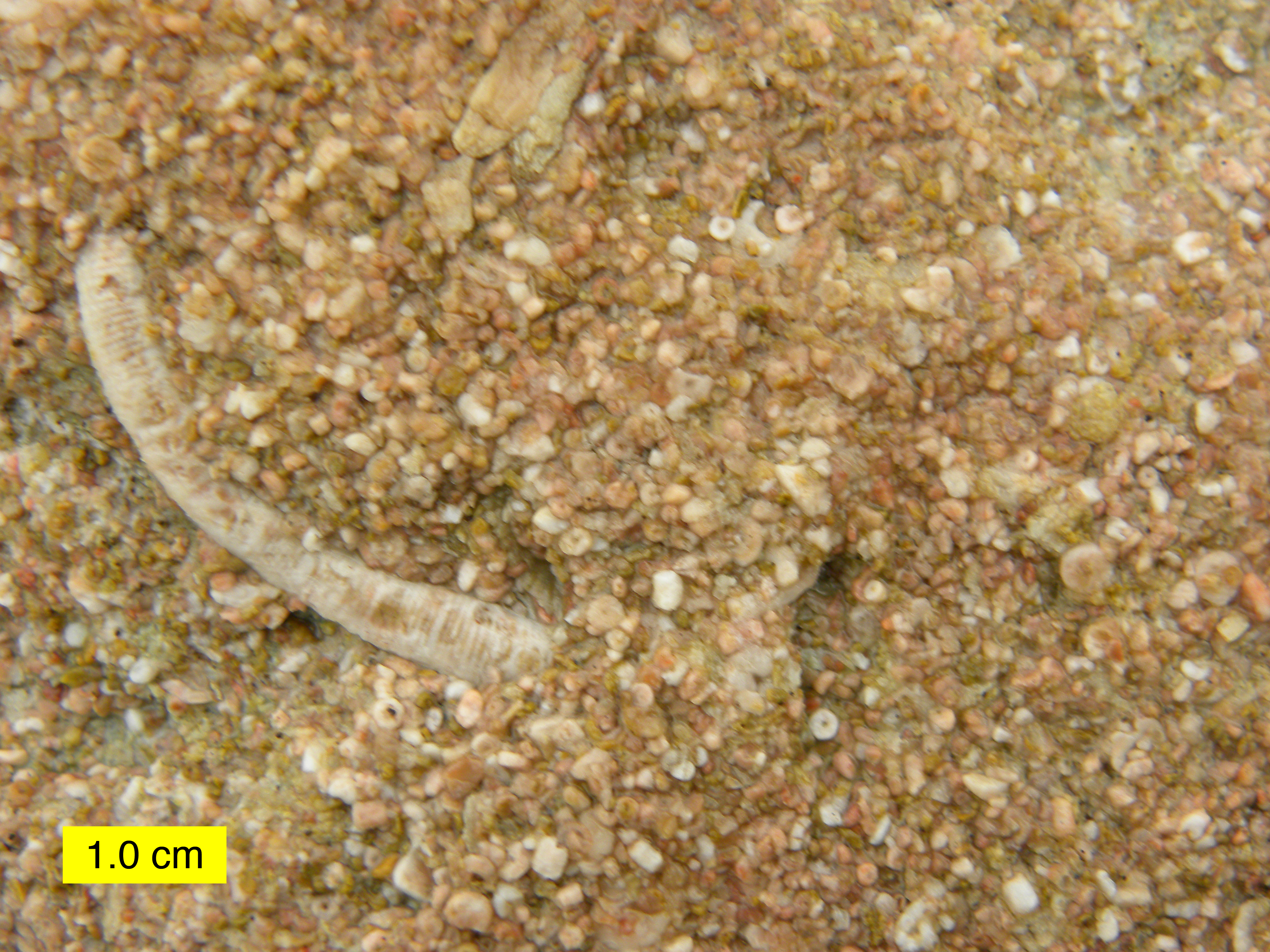
Grainstone nella classificazione di Dunham (Formazione di Brassfield vicino a Fairborn (Ohio)). I grani sono frammenti di crinoidi.

Il sistema della classificazione di Dunham per le rocce sedimentarie carbonatiche fu messo a punto da Robert J. Dunham nel 1962, e perfezionato da Embry e Klovan nel 1971 per includere i sedimenti che erano legati organicamente durante la deposizione.

## Storia
Robert J. Dunham pubblicò il suo sistema di classificazione per il calcare nel 1962. Il suo schema si focalizza sulla composizione deposizionale delle rocce carbonatiche. Dunham divide le rocce in quattro gruppi principali sulla base delle proporzioni relative delle particelle clastiche più grossolane. I nomi di Dunham sono essenzialmente per le famiglie di rocce. I suoi sforzi affrontano la questione se i grani fossero originariamente in mutuo contatto, e perciò in grado di sostenersi da soli, o se la roccia è caratterizzata dalla presenza di elementi che formano la struttura e di tappeti di alghe. Diversamente dallo schema  della classificazione di Folk, Dunham affronta la porosità originale della roccia. Lo schema di Dunham è più utile per i campioni a mano perché si basa sulla tessitura e non sui grani nel campione.

## Classi di Dunham
La classificazione è un modo per descrivere la composizione dei calcari nei campioni a mano. Per le descrizioni che illustrano in dettaglio i componenti strutturali dei sedimenti e delle rocce sedimentarie, come appaiono in sezione sottile, si preferisce generalmente la classificazione di Folk: entrambi sono metodi di classificazione ugualmente validi con diversa enfasi.
- Mudstone (letteralmente: "pietra di fango"): contiene meno del 10% di grani (solitamente valutati dall'area nel taglio o in sezione sottile), sostenuta da un fango a base di calce.
- Wackestone (letteralmente: "pietra di grovacca"): consiste per più del 10% di grani, sostenuta da un fango a base di calce.
- Packstone (letteralmente: "pietra a pacchi"): contiene fango a base di calce ed è grano-sostenuta.
- Rudstone (letteralmente: "pietra grezza"): sono calcari grossolani sostenuti da grani più grandi di 2 mm.
- Grainstone (letteralmente: "pietra a grani"): è priva di fango ed è grano-sostenuta.
- Floatstone (letteralmente: "pietra galleggiante"): contiene grani per oltre il 10% > 2 mm, ma è matrice-sostenuta.
- Boundstone (letteralmente: "pietra legata"): descrive sedimenti dove i componenti originari sono stati legati assieme durante la deposizione.
- Bafflestone (letteralmente: "pietra a diaframmi"): descrive dove gli organismi hanno agito da diaframmi durante la deposizione, riducendo l'energia deposizionale locale. Conterranno tracce di organismi devianti e di grani più piccoli di quanto ci si sarebbe aspettato dalla forza della paleocorrente.
- Bindstone (letteralmente: "pietra di legame"): si produce dove gli organismi (come le alghe) incrostano gli elementi durante la deposizione e li legano assieme.
- Framestone (letteralmente: "pietra a telaio"): è un telaio calcareo o siliceo solido che è mantenuto da un organismo come un corallo o una spugna.
- Cristallina: è una roccia carbonatica che non ha strutture deposizionali riconoscibili.

## Sintesi
| Dunham                   | Mudstone                                                       | Wackestone                                                     | Packstone                                                      | Grainstone                                                     | Boundstone                                                 | Cristallina                            |
| ------------------------ | -------------------------------------------------------------- | -------------------------------------------------------------- | -------------------------------------------------------------- | -------------------------------------------------------------- | ---------------------------------------------------------- | -------------------------------------- |
| Struttura                | Meno del 10% grani, più del 90% fango                          | Più del 10% grani, meno del 90% fango                          | Grano-sostenuta                                                | Grano-sostenuta                                                | Grano- o fango-sostenuta                                   | Cristallo-sostenuta                    |
| Mud                      | Fango-sostenuta                                                | Fango-sostenuta                                                | Meno fango                                                     | Niente fango                                                   | Con o senza fango                                          | Niente grani                           |
| Deposizione cementazione | Componenti originari non legati assieme durante la deposizione | Componenti originari non legati assieme durante la deposizione | Componenti originari non legati assieme durante la deposizione | Componenti originari non legati assieme durante la deposizione | Componenti originari legati assieme durante la deposizione | Figure deposizionali non riconoscibili |
| Sezione sottile          | Mudstone                                                       |                                                                | Packstone                                                      | Grainstone                                                     |                                                            | Cristallina                            |